# LPAR6
LPAR6 (receptor lizofosfatidne kiseline 6) je protein je protein koji je kod ljudi kodiran  genom.  je G protein-spregnuti receptor koji vezuje lipidni signalni molekul lizofosfatidnu kiselinu (LPA).
Protein kodiran ovim genom pripada familiji G-protein spregnutih receptora, koji su preferentno aktivirani nukleotidima adenozina i uridina.

## Uloga u rastu/gubitku kose
Februara 2008 istraživači sa Bonskog univerziteta su objavili da su pronašli genetsku osnovu za dva oblika naslednog gubitka kose. Oni su utvrdili da gen P2RY5 uzrokuje retku, naslednu formu gubitka kose koja se naziva Hypotrichosis simplex. To je bio prvi humani receptor za koji je poznato da učestvuje u rastu kose.

## Literatura
1. ↑  Adrian K, Bernhard MK, Breitinger HG, Ogilvie A (2000). „Expression of purinergic receptors (ionotropic P2X1-7 and metabotropic P2Y1-11) during myeloid differentiation of HL60 cells”. Biochim Biophys Acta. 1492 (1): 127—38. PMID 11004484.
2. ↑  Ralevic V, Burnstock G (1998). „Receptors for purines and pyrimidines”. Pharmacol Rev. 50 (3): 413—92. PMID 9755289.
3. ↑  Yanagida K, Masago K, Nakanishi H, Kihara Y, Hamano F, Tajima Y, Taguchi R, Shimizu T, Ishii S (2009). „Identification and characterization of a novel lysophosphatidic acid receptor, p2y5/LPA6”. J Biol Chem. 284 (26): 17731—41. PMC 2719412 . PMID 19386608. doi:10.1074/jbc.M808506200.
4. 1 2  „Entrez Gene: P2RY5 purinergic receptor P2Y, G-protein coupled, 5”.
5. 1 2  Pasternack SM, von Kügelgen I, Aboud KA, Lee YA, Rüschendorf F, Voss K, Hillmer AM, Molderings GJ, Franz T, Ramirez A, Nürnberg P, Nöthen MM, Betz RC (2008). „G protein-coupled receptor P2Y5 and its ligand LPA are involved in maintenance of human hair growth”. Nat. Genet. 40 (3): 329—34. PMID 18297070. doi:10.1038/ng.84.
6. ↑  Choi JW, Herr DR, Noguchi K, Yung YC, Lee CW, Mutoh T, Lin ME, Teo ST, Park KE, Mosley AN, Chun J (2010). „LPA Receptors: Subtypes and Biological Actions”. Annual Review of Pharmacology and Toxicology. 50 (1): 157—186. PMID 20055701. doi:10.1146/annurev.pharmtox.010909.105753.

## Dodatna literatura
- Toguchida, J.; McGee, T. L.; Paterson, J. C.;  . (1993). „Complete genomic sequence of the human retinoblastoma susceptibility gene.”. Genomics. 17 (3): 535—43. PMID 7902321. doi:10.1006/geno.1993.1368.
- Maruyama K, Sugano S (1994). „Oligo-capping: a simple method to replace the cap structure of eukaryotic mRNAs with oligoribonucleotides.”. Gene. 138 (1-2): 171—4. PMID 8125298. doi:10.1016/0378-1119(94)90802-8.
- Herzog H, Darby K, Hort YJ, Shine J (1997). „Intron 17 of the human retinoblastoma susceptibility gene encodes an actively transcribed G protein-coupled receptor gene.”. Genome Res. 6 (9): 858—61. PMID 8889552. doi:10.1101/gr.6.9.858.
- Li Q, Schachter JB, Harden TK, Nicholas RA (1997). „The 6H1 orphan receptor, claimed to be the p2y5 receptor, does not mediate nucleotide-promoted second messenger responses.”. Biochem. Biophys. Res. Commun. 236 (2): 455—60. PMID 9240460. doi:10.1006/bbrc.1997.6984.
- Suzuki, Y.; Yoshitomo-Nakagawa K; Maruyama, K.;  . (1997). „Construction and characterization of a full length-enriched and a 5'-end-enriched cDNA library.”. Gene. 200 (1-2): 149—56. PMID 9373149. doi:10.1016/S0378-1119(97)00411-3.
- Strausberg, R. L.; Feingold, E. A.; Grouse, L. H.;  . (2003). „Generation and initial analysis of more than 15,000 full-length human and mouse cDNA sequences.”. Proc. Natl. Acad. Sci. U.S.A. 99 (26): 16899—903. PMC 139241 . PMID 12477932. doi:10.1073/pnas.242603899.
- Ota, T.; Y, Suzuki; Nishikawa, T.;  . (2004). „Complete sequencing and characterization of 21,243 full-length human cDNAs.”. Nat. Genet. 36 (1): 40—5. PMID 14702039. doi:10.1038/ng1285.
- Dunham, A.; Matthews, L. H.; Burton, J.;  . (2004). „The DNA sequence and analysis of human chromosome 13.”. Nature. 428 (6982): 522—8. PMC 2665288 . PMID 15057823. doi:10.1038/nature02379.
- Gerhard, D. S.; Wagner, L.; Feingold, E. A.;  . (2004). „The status, quality, and expansion of the NIH full-length cDNA project: the Mammalian Gene Collection (MGC).”. Genome Res. 14 (10B): 2121—7. PMC 528928 . PMID 15489334. doi:10.1101/gr.2596504.
- Ihara H, Hirukawa K, Goto S, Togari A (2005). „ATP-stimulated interleukin-6 synthesis through P2Y receptors on human osteoblasts.”. Biochem. Biophys. Res. Commun. 326 (2): 329—34. PMID 15582581. doi:10.1016/j.bbrc.2004.11.037.